# Luvart
Luvart er den side på et skib, hvor vinden kommer ind, dvs. det modsatte af læ. Benævnes også luv side. Ved kraftig vind kunne man på et sejlførende krigsskib opleve, når man lå til luvart for en modstander, at kanonportene på nederste batteridæk ikke kunne åbnes uden fare for at oversvømme dækket. 